# Lacey Mosley
Lacey Nicole Sturm, född Mosley, tidigare Carder, 4 september 1981 i Homestead i Florida, är en amerikansk sångerska och låtskrivare, mest känd som frontfigur i den kristna rockgruppen Flyleaf.
Hennes stil har jämförts med bland andra Amy Lee och liknande artister i gothic rock-genren. Däremot har inte Laceys egna musikstil någonting med goth att göra, utan har snarare klassats som alternativ rock och postgrunge.
Förutom sin roll som sångerska i Flyleaf har hon även gästmedverkat på låtarna "Vendetta Black" av Resident Hero, "Born Again" och "Run to You" av Third Day och "The Nearness" av David Crowder Band.

## Biografi
Mosley föddes i Homestead i Florida som dotter till en ensamstående mor med sex barn. Hon växte upp i Arlington i Texas. Familjen var fattig och har varit tvungna att flytta flera gånger. När hon var yngre var hon ateist och hade ofta allvarliga gräl med sin mor, vilket hon själv beskriver som "en krigszon som pågår hemma". Det ledde till att hon började med att ta droger redan vid 10-årsåldern.
När Mosley var fjorton år gammal fick hon en basgitarr i julklapp och började spela coverlåtar på Nirvana och Green Day tillsammans med sin bror, som spelade gitarr.
Dock blev bråken med hennes mor så pass intensiva att hon tvingades flytta in hos sina morföräldrar i Gulfport i Mississippi. Efter att hon lämnat sin familj och droger bakom sig upplevde Lacey vad hon beskrev som ett "nervöst sammanbrott". Hon började klippa av sig håret och fick självmordstankar. Hennes mormor tålde inte att se detta och gjorde allt för att Lacey skulle börja gå till kyrkan. Efter ett tag blev hon till sist kristen.
Runt millennieskiftet började Lacey spela med trummisen James Culpepper. Paret arbetade med gitarristerna Sameer Bhattacharya och Jared Hartmann och bildade en grupp som de kallade för Passerby. Denna kom sedan att bli Flyleaf i juni 2004.
Lacey gifte sig den 6 september 2008 med Joshua Sturm som är gitarrist i bandet Kairos och även gitarrtekniker för Flyleaf. Hon antog då efternamnet Sturm.

## Sångteknik
I en Youtube-video från 2013, samt i hennes självbiografi The Reason, berättar Lacey att hon ibland har använt sig av en sångteknik som kallas screaming. Detta för att förstärka olika budskap i sin sång. Idén fick hon efter att ha studerat sångaren Phil Anselmo från Pantera.

## Diskografi
Solo
- 2016 – Life Screams

Med Flyleaf
- 2005 – Flyleaf
- 2009 – Memento Mori
- 2012 – New Horizons

Med Josh Sturm
- 2019 – Reflect Love Back - Soundtrack Vol. 1[10]

Gästmedverkan (urval)
- 2007 – "Vendetta Black" av Resident Hero (The White EP, Look)
- 2008 – "Born Again" och "Run to You" av Third Day (Revelation)
- 2009 – "The Nearness" av David Crowder Band (Church Music)
- 2010 – "Broken Pieces" av Apocalyptica (7th Symphony)